# Rond-point de la Cépière
Le rond-point de la Cépière est une voie de Toulouse, chef-lieu de la région Occitanie, dans le Midi de la France.

## Situation et accès

### Description
Le rond-point de la Cépière est une voie publique. Il se trouve à la limite du quartier des Pradettes, au nord, et du quartier de Mirail-Université, au sud.
La chaussée qui fait le tour du rond-point compte deux voies de circulation automobile en sens unique, dans le sens antihoraire. Il n'existe pas d'aménagement cyclable.

### Voies rencontrées
Le rond-point de la Cépière rencontre les voies suivantes, dans l'ordre des numéros croissants :
1. Avenue Louis-Bazerque
2. Chemin du Mirail
3. Rue Nicolas-Louis-Vauquelin
4. Avenue du Corps-Franc-Pommiès / périphérique (A620) - Échangeur no 27 (La Cépière)
5. Route de Saint-Simon
6. Avenue du Groupe-Morhange / périphérique (A620) - Échangeur no 27 (La Cépière)
7. Chemin du Pigeonnier-de-la-Cépière - accès piéton
8. Chemin de la Cépière - accès piéton

### Transports
Le rond-point de la Cépière abrite en son cœur une station de bus, fréquentée par les lignes de Linéo L14 et de bus 1887. Il est en revanche relativement éloigné des stations de métro.
La station de vélos en libre-service VélôToulouse la plus proche est la station no 263 (87 avenue Jean-Baylet).

## Odonymie
Le rond-point de la Cépière tient son nom du château et du domaine voisin (actuel no 22 chemin de la Cépière). Il avait appartenu au milieu du XVIe siècle à Auger de La Cépière (ou La Sipière).